# Abigail (Sängerin)
Abigail Zsiga (geb. vor 1992) ist eine britische Sängerin, Songwriterin und Musikproduzentin. Sie zählt zu den erfolgreichsten Vertreterinnen aus dem Bereich der Hi-NRG-Musik.

## Karriere
Abigail war zunächst Studiosängerin für das Projekt Love Decade und sang 1992 als Gail bei deren Charthit I Feel You.
Danach begann sie ihre Solokarriere. Die Single Could It Be Magic stieg auf Platz 1 der UK Hi-NRG Club Chart ein und avancierte somit zu ihrem ersten großen Erfolg.
In den folgenden Jahren veröffentlichte sie mehrere Dance-Versionen internationaler Hits. Mit Constant Craving (im Original von der kanadischen Sängerin K. D. Lang) wurde sie auch im Ausland bekannt; in den USA stand der Titel sogar 19 Wochen an der Spitze der DMA Hi-NRG Club Chart. Smells Like Teen Spirit, im Original von Nirvana, gelangte bis auf Platz 29 der britischen Single-Charts und verschaffte ihr auch größere Aufmerksamkeit im deutschsprachigen Raum. Das dritte namhafte Cover war Losing My Religion von R.E.M. Der Erfolg der Singles führte schließlich zur Entstehung des Albums Feel Good, das 1995 in 33 Ländern veröffentlicht wurde. Für das Album erhielt sie mehrere Dance-Music-Awards.
Im Anschluss an die Veröffentlichung einer Remix-EP und einer Club-Tour zog sie sich für einige Zeit ins Privatleben zurück und brachte eine Tochter zur Welt.
1998 unterzeichnete Abigail einen Vertrag bei Interhit Records. In Zusammenarbeit mit Janice Robinson (ehemalige Sängerin der italienischen Gruppe Livin’ Joy) entstand der Titel Let the Joy Fly, der 1999 veröffentlicht wurde und nahtlos an die vorherigen Erfolge anknüpfen konnte. Mit den im Jahr darauf veröffentlichten Singles If It Don’t Fit und You Set Me Free verbuchte Abigail zwei Nummer-eins-Hits in den offiziellen US-Dance-Charts. Alle drei Titel wurden vom Dance-Duo Thunderpuss produziert.
2006 erschien das zweite Album Home… Again, aus dem die Single Songbird ausgekoppelt wurde.
2010 erschien das dritte Album Be Still My Soul, das einen kompletten Stilbruch zu Abigails früheren Werken darstellt und vor allem besinnliche, christlich-religiöse Hymnen beinhaltet.

### Soziales Engagement
Abigail unterstützt die Menschenrechtsorganisation Love146, die sich gegen die Verschleppung und Ausbeutung von Kindern einsetzt.

## Diskografie

### Alben
- Feel Good (1995)
- Home… Again (2006)
- Be Still My Soul (2010)

### Singles
- Could It Be Magic
- Losing My Religion
- Don’t You Wanna Know
- Constant Craving
- Smells Like Teen Spirit
- Night Moves
- The Double Take
- Let the Joy Rise
- If It Don’t Fit
- You Set Me Free
- Songbird
- Lay Down (zusammen mit 10 Monkeys)
- Forever Young